# Chthonius imperator
Chthonius imperator är en spindeldjursart som beskrevs av Volker Mahnert 1978. Chthonius imperator ingår i släktet Chthonius och familjen käkklokrypare. Inga underarter finns listade i Catalogue of Life.